# Liste des chefs du gouvernement algérien
Cette page dresse la liste des chefs du gouvernement algérien.

## Histoire

### Régence d'Alger
Le khaznadji est le titre officiel porté par les Premiers ministres de la régence d'Alger durant la période des deys. On retrouve également comme transcription du titre les appellations de Vizir du dey d'Alger, ou principal secrétaire d'État. C'est l'un des cinq ministères du gouvernement des deys d'Alger. Il fait office de Premier ministre, de ministre des Finances et de chargé du Trésor de la régence. Il est nommé par le dey et est le second personnage de l'État,,.

### Période moderne
Le gouvernement provisoire était reconnu internationalement par beaucoup de pays. Ses membres vivaient en exil, avant que l'Algérie ne devienne indépendante.

## Liste des chefs du gouvernement algérien
| N° | Portrait                                                                     | Nom (Naissance-Mort)                                                         | Mandat                                                                       | Mandat                                                                       | Mandat                                                                       | Gouvernement                                                                 | Parti politique                                                              | Parti politique                                                              | Autres fonctions occupées pendant le mandat                                  | Notes, faits marquants |                                                                              |
| N° | Portrait                                                                     | Nom (Naissance-Mort)                                                         | Début                                                                        | Fin                                                                          | Durée                                                                        | Gouvernement                                                                 | Parti politique                                                              | Parti politique                                                              | Autres fonctions occupées pendant le mandat                                  | Notes, faits marquants |                                                                              |
| Président du gouvernement provisoire de la République algérienne (1958-1962) | Président du gouvernement provisoire de la République algérienne (1958-1962) | Président du gouvernement provisoire de la République algérienne (1958-1962) | Président du gouvernement provisoire de la République algérienne (1958-1962) | Président du gouvernement provisoire de la République algérienne (1958-1962) | Président du gouvernement provisoire de la République algérienne (1958-1962) | Président du gouvernement provisoire de la République algérienne (1958-1962) | Président du gouvernement provisoire de la République algérienne (1958-1962) | Président du gouvernement provisoire de la République algérienne (1958-1962) | Président du gouvernement provisoire de la République algérienne (1958-1962) | Président du gouvernement provisoire de la République algérienne (1958-1962) | Président du gouvernement provisoire de la République algérienne (1958-1962) |
| --- | ---------------------------------------------------------------------------- | ---------------------------------------------------------------------------- | ---------------------------------------------------------------------------- | ---------------------------------------------------------------------------- | ---------------------------------------------------------------------------- | ---------------------------------------------------------------------------- | ---------------------------------------------------------------------------- | ---------------------------------------------------------------------------- | ---------------------------------------------------------------------------- | --- | ---------------------------------------------------------------------------- |
| – |                                                                              | Ferhat Abbas (1899-1985)                                                     | 19 septembre 1958                                                            | 9 août 1961                                                                  | 2 ans, 10 mois et 21 jours                                                   | Premier et deuxième GPRA                                                     |                                                                              | FLN                                                                          | -                                                                            | Nommé président du gouvernement provisoire de la République algérienne à sa création. Il initie les négociations avec la France en vue du cessez-le-feu. |                                                                              |
| – |                                                                              | Benyoucef Benkhedda (1920-2003)                                              | 9 août 1961                                                                  | 4 août 1962                                                                  | 11 mois et 26 jours                                                          | Troisième GPRA                                                               |                                                                              | FLN                                                                          | -                                                                            | Désigné président du gouvernement provisoire de la République algérienne en août 1961 et réconcilie l'Iran du Chah et l'Irak de Saddam Hussein. Il achève les négociations avec la France commencées par le gouvernement Ferhat Abbas et proclame le cessez-le-feu, la veille du 19 mars 1962. |                                                                              |
| Ahmed Ben Bella est à la tête de l'État à partir du 20 juillet 1962, d'abord comme secrétaire général du bureau politique du FLN, puis comme président du Conseil des ministres, chef du gouvernement. |                                                                              |                                                                              |                                                                              |                                                                              |                                                                              |                                                                              |                                                                              |                                                                              |                                                                              | |                                                                              |
| Chef du gouvernement, président du Conseil des ministres (1962-1977) |                                                                              |                                                                              |                                                                              |                                                                              |                                                                              |                                                                              |                                                                              |                                                                              |                                                                              | |                                                                              |
| 1 |                                                                              | Ahmed Ben Bella (1916-2012)                                                  | 27 septembre 1962                                                            | 17 septembre 1963                                                            | 11 mois et 21 jours                                                          | Ben Bella I                                                                  |                                                                              | FLN                                                                          | -                                                                            | Devient président de la République le 17 septembre 1963, à la suite de l'élection présidentielle algérienne de 1963 et de l'adoption de la Constitution algérienne de 1963 instituant un régime présidentiel.                                                                                  |                                                                              |
| Fonction abolie |                                                                              |                                                                              |                                                                              |                                                                              |                                                                              |                                                                              |                                                                              |                                                                              |                                                                              | |                                                                              |
| 2 |                                                                              | Houari Boumediene (1932-1978)                                                | 10 juillet 1965                                                              | 23 avril 1977                                                                | 12 ans et 13 jours                                                           | Boumédiène II - III                                                          |                                                                              | FLN                                                                          | - Président du Conseil de la Révolution - Ministre de la Défense             | - |                                                                              |
| Fonction vacante |                                                                              |                                                                              |                                                                              |                                                                              |                                                                              |                                                                              |                                                                              |                                                                              |                                                                              | |                                                                              |
| Premier ministre (1979-1988) |                                                                              |                                                                              |                                                                              |                                                                              |                                                                              |                                                                              |                                                                              |                                                                              |                                                                              | |                                                                              |
| 3 | Sin foto                                                                     | Mohamed Abdelghani (1927-1996)                                               | 8 mars 1979                                                                  | 22 janvier 1984                                                              | 4 ans, 10 mois et 14 jours                                                   | Abdelghani I - II - III                                                      |                                                                              | FLN                                                                          | Ministre de l'Intérieur                                                      | - |                                                                              |
| 4 | Sin foto                                                                     | Abdelhamid Brahimi (1936-2021)                                               | 22 janvier 1984                                                              | 5 novembre 1988                                                              | 4 ans, 9 mois et 14 jours                                                    | Brahimi I - II                                                               |                                                                              | FLN                                                                          | -                                                                            | - |                                                                              |
| Chef du gouvernement (1988-2008) |                                                                              |                                                                              |                                                                              |                                                                              |                                                                              |                                                                              |                                                                              |                                                                              |                                                                              | |                                                                              |
| 5 |                                                                              | Kasdi Merbah (1938-1993)                                                     | 5 novembre 1988                                                              | 9 septembre 1989                                                             | 10 mois et 4 jours                                                           | Merbah                                                                       |                                                                              | FLN                                                                          | -                                                                            | - |                                                                              |
| 6 | Sin foto                                                                     | Mouloud Hamrouche (1943-)                                                    | 9 septembre 1989                                                             | 5 juin 1991                                                                  | 1 an, 1 mois et 3 jours                                                      | Hamrouche                                                                    |                                                                              | FLN                                                                          | -                                                                            | - |                                                                              |
| 7 | Sin foto                                                                     | Sid Ahmed Ghozali (1937-2025)                                                | 5 juin 1991                                                                  | 8 juillet 1992                                                               | 1 an, 1 mois et 3 jours                                                      | Ghozali I - II                                                               |                                                                              | FLN                                                                          | Ministre de l'Économie                                                       | - |                                                                              |
| 8 | Sin foto                                                                     | Bélaïd Abdesselam (1928-2020)                                                | 8 juillet 1992                                                               | 21 août 1993                                                                 | 1 an, 1 mois et 13 jours                                                     | Abdesslam                                                                    |                                                                              | FLN                                                                          | Ministre de l'Économie                                                       | - |                                                                              |
| 9 | Sin foto                                                                     | Redha Malek (1931-2017)                                                      | 21 août 1993                                                                 | 11 avril 1994                                                                | 7 mois et 21 jours                                                           | Malek                                                                        |                                                                              | FLN                                                                          | -                                                                            | - |                                                                              |
| 10 | Sin foto                                                                     | Mokdad Sifi (1940-)                                                          | 11 avril 1994                                                                | 31 décembre 1995                                                             | 1 an, 8 mois et 19 jours                                                     | Sifi I - II                                                                  |                                                                              | FLN                                                                          | -                                                                            | - |                                                                              |
| 11 |                                                                              | Ahmed Ouyahia (1952-)                                                        | 31 décembre 1995                                                             | 15 décembre 1998                                                             | 2 ans, 11 mois et 14 jours                                                   | Ouyahia I - II                                                               |                                                                              | Sans/RND                                                                     | -                                                                            | - |                                                                              |
| 12 | Sin foto                                                                     | Smaïl Hamdani (1930-2017)                                                    | 15 décembre 1998                                                             | 23 décembre 1999                                                             | 1 an et 8 jours                                                              | Hamdani                                                                      |                                                                              | FLN                                                                          | -                                                                            | - |                                                                              |
| 13 | Sin foto                                                                     | Ahmed Benbitour (1946-)                                                      | 23 décembre 1999                                                             | 26 août 2000                                                                 | 8 mois et 3 jours                                                            | Benbitour                                                                    |                                                                              | Sans                                                                         | -                                                                            | - |                                                                              |
| 14 |                                                                              | Ali Benflis (1944-)                                                          | 26 août 2000                                                                 | 5 mai 2003                                                                   | 2 ans, 8 mois et 9 jours                                                     | Benflis I - II - III                                                         |                                                                              | FLN                                                                          | -                                                                            | - |                                                                              |
| 15 |                                                                              | Ahmed Ouyahia (1952-)                                                        | 5 mai 2003                                                                   | 24 mai 2006                                                                  | 3 ans et 19 jours                                                            | Ouyahia III - IV - V                                                         |                                                                              | RND                                                                          | -                                                                            | - |                                                                              |
| 16 |                                                                              | Abdelaziz Belkhadem (1945-)                                                  | 24 mai 2006                                                                  | 23 juin 2008                                                                 | 2 ans, 2 mois et 30 jours                                                    | Belkhadem I - II                                                             |                                                                              | FLN                                                                          | -                                                                            | - |                                                                              |
| Premier ministre (depuis 2008) |                                                                              |                                                                              |                                                                              |                                                                              |                                                                              |                                                                              |                                                                              |                                                                              |                                                                              | |                                                                              |
| 17 |                                                                              | Ahmed Ouyahia (1952-)                                                        | 23 juin 2008                                                                 | 3 septembre 2012                                                             | 4 ans, 2 mois et 11 jours                                                    | Ouyahia VI - VII - VIII - IX                                                 |                                                                              | RND                                                                          | -                                                                            | Chef du gouvernement jusqu'au 15 novembre 2008. |                                                                              |
| 18 |                                                                              | Abdelmalek Sellal (1948-)                                                    | 3 septembre 2012                                                             | 13 mars 2014                                                                 | 1 an, 6 mois et 10 jours                                                     | Sellal I - II                                                                |                                                                              | FLN                                                                          | -                                                                            | - |                                                                              |
| – |                                                                              | Youcef Yousfi (1941-)                                                        | 13 mars 2014                                                                 | 29 avril 2014                                                                | 1 mois et 16 jours                                                           | Sellal II                                                                    |                                                                              | RND                                                                          | Ministre de l'Énergie et des Mines                                           | intérim |                                                                              |
| 19 |                                                                              | Abdelmalek Sellal (1948-)                                                    | 29 avril 2014                                                                | 25 mai 2017                                                                  | 3 ans et 26 jours                                                            | Sellal III - IV                                                              |                                                                              | FLN                                                                          | -                                                                            | - |                                                                              |
| 20 |                                                                              | Abdelmadjid Tebboune (1945-)                                                 | 25 mai 2017                                                                  | 16 août 2017                                                                 | 2 mois et 22 jours                                                           | Tebboune                                                                     |                                                                              | FLN                                                                          | -                                                                            | - |                                                                              |
| 21 |                                                                              | Ahmed Ouyahia (1952-)                                                        | 16 août 2017                                                                 | 12 mars 2019                                                                 | 1 an, 6 mois et 24 jours                                                     | Ouyahia X                                                                    |                                                                              | RND                                                                          | -                                                                            | - |                                                                              |
| 22 |                                                                              | Noureddine Bedoui (1959-)                                                    | 12 mars 2019                                                                 | 19 décembre 2019                                                             | 9 mois et 7 jours                                                            | Bedoui                                                                       |                                                                              | Sans                                                                         | -                                                                            | - |                                                                              |
| – |                                                                              | Sabri Boukadoum (1958-)                                                      | 19 décembre 2019                                                             | 28 décembre 2019                                                             | 9 jours                                                                      | Bedoui                                                                       |                                                                              | Sans                                                                         | Ministre des Affaires étrangères                                             | intérim |                                                                              |
| 23 | Sin foto                                                                     | Abdelaziz Djerad (1954-)                                                     | 28 décembre 2019                                                             | 30 juin 2021                                                                 | 1 an, 6 mois et 2 jours                                                      | Djerad I - II - III                                                          |                                                                              | Sans                                                                         | -                                                                            | - |                                                                              |
| 24 | Sin foto                                                                     | Aïmene Benabderrahmane (1966-)                                               | 30 juin 2021                                                                 | 11 novembre 2023                                                             | 2 ans, 4 mois et 12 jours                                                    | Benabderrahmane                                                              |                                                                              | Sans                                                                         | Ministre des Finances                                                        | - |                                                                              |
| 25 | Sin foto                                                                     | Nadir Larbaoui (1949-)                                                       | 11 novembre 2023                                                             | en fonction                                                                  | 1 an, 6 mois et 20 jours                                                     | Larbaoui I - II                                                              |                                                                              | Sans                                                                         | -                                                                            | - |                                                                              |

## Titulature
Le chef du gouvernement algérien a porté les titres suivants :
- 19 septembre 1958 - 4 août 1962 : Président du gouvernement provisoire ;
- 27 septembre 1962 - 15 septembre 1963 :  Chef du gouvernement ;
- 10 juillet 1965 - 27 décembre 1978 : Chef du gouvernement ;
- 8 mars 1979 - 5 novembre 1988 : Premier ministre ;
- 5 novembre 1988 - 12 novembre 2008 : Chef du gouvernement ;
- 12 novembre 2008 - 30 décembre 2020 : Premier ministre ;
- depuis le 30 décembre 2020 : Premier ministre ou chef du gouvernement.

De 1962 à 1978, le chef du gouvernement (ou le président de la République de 1963 à 1965) a également exercé les fonctions de président du Conseil des ministres. À partir de 1976, la direction du Conseil des ministres est transférée au président de la République.